# China Southern Power Grid
China Southern Power Grid Company Limited, сокращённо CSG («Китайская южная энергосеть») — китайская государственная энергетическая компания, обслуживающая Южный Китай. Специализируется на генерации, передаче и распределении электроэнергии. Основана в 2002 году, штаб-квартира в Гуанчжоу. Входит в число крупнейших компаний страны. 

## История
Компания China Southern Power Grid основана в июне 2002 года в результате реорганизации активов государственного холдинга State Power Corporation of China. В сентябре 2020 года China Southern Power Grid и лаосская электроэнергетическая компания Électricité du Laos создали в Лаосе совместное предприятие в сфере сетевого электроснабжения. 
По итогам 2021 года China Southern Power Grid продала 1236,3 ГВт·ч электроэнергии и получила доход в 102,7 млрд долларов.

## Деятельность
China Southern Power Grid является второй по величине энергетической компанией Китая, после State Grid Corporation of China (CSG контролирует около 20 % китайской электросети, остальные 80 % находятся под контролем холдинга SGCC). Подчиняется Государственному совету КНР и Комитету по контролю и управлению государственным имуществом Китая. Обслуживает пять регионов Южного Китая — Гуандун, Гуанси, Гуйчжоу, Юньнань и Хайнань, а также специальные районы Гонконг и Макао (более 272 млн человек). Штаб-квартира расположена в городе Гуанчжоу.
China Southern Power Grid инвестирует средства в энергетику и другие отрасли экономики (в том числе в недвижимость и финансовые услуги); строит объекты энергетики и инфраструктуры (высоковольтные электросети, гидроаккумулирующие электростанции, преобразовательные подстанции); производит ветровую и солнечную электроэнергию; передаёт электроэнергию и распределяет её среди потребителей; развивает сеть зарядных станций для электромобилей; развивает облачные вычисления, искусственный интеллект, робототехнику и платформы онлайн-обслуживания клиентов; занимается научными исследованиями и разработками в области электросетей.
CSG International имеет электроэнергетические и сетевые активы в Юго-Восточной Азии, Европе, Латинской Америке, Гонконге и Макао. Кроме материкового Китая, China Southern Power Grid строит и реконструирует энергетическую инфраструктуру за рубежом (в том числе на Филиппинах и в Таиланде). Дочерняя компания CSG Yunnan International управляет трансграничными сетевыми линиями, которые соединяют Южный Китай с Лаосом, Мьянмой и Вьетнамом.

## Структура

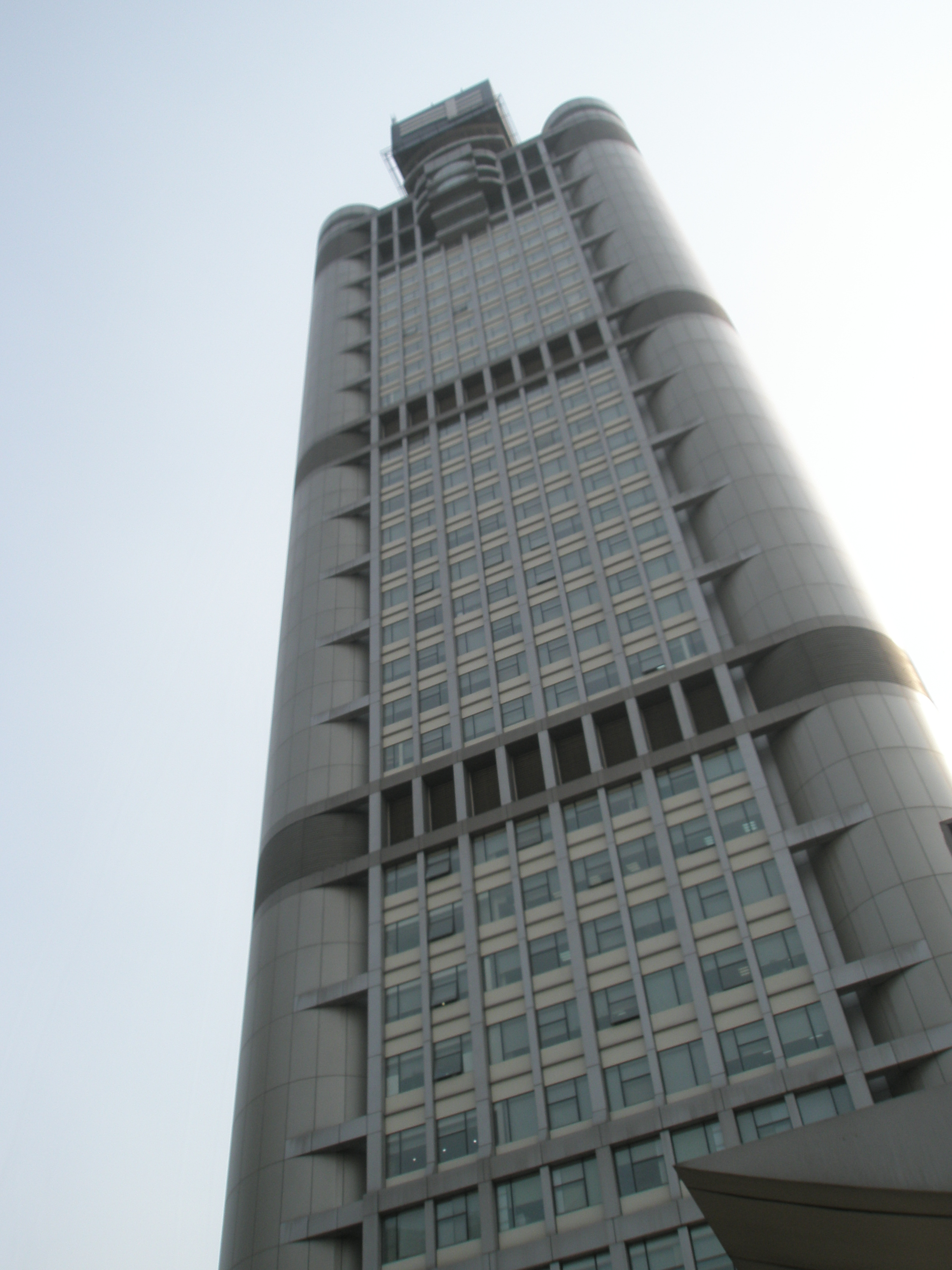
Офис Guangzhou Power Supply

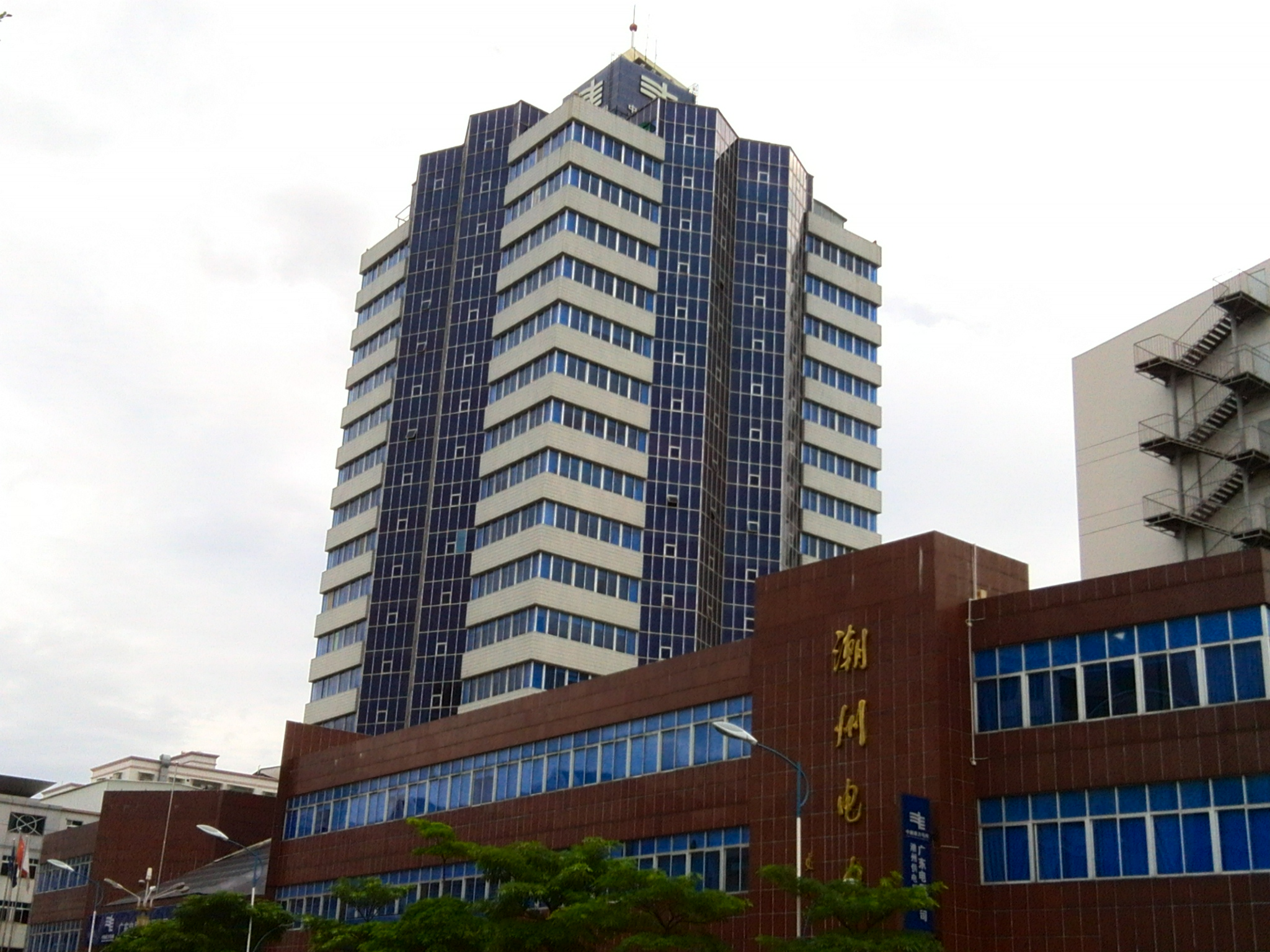
Офис Chaozhou Power Supply

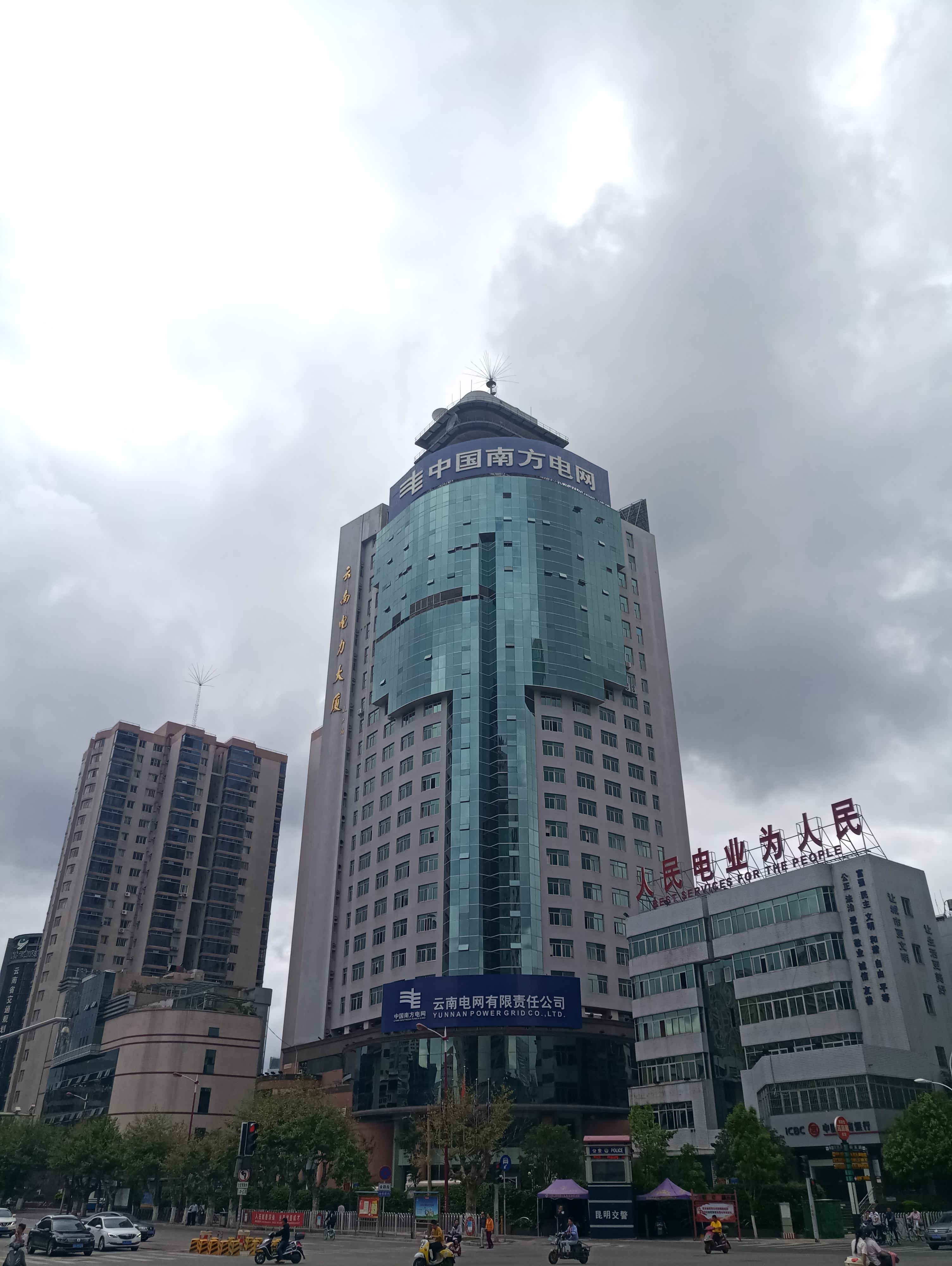
Офис Yunnan Power Grid

В состав China Southern Power Grid входят следующие дочерние региональные компании:
- CSG Guangdong Power Grid Corporation (Гуандун)
  - CSG Guangzhou Power Supply Co. (Гуанчжоу)
  - CSG Shenzhen Power Supply Co. (Шэньчжэнь)
- CSG Guangxi Power Grid Corporation (Гуанси)
- CSG Yunnan Power Grid Corporation (Юньнань)
- CSG Guizhou Power Grid Corporation (Гуйчжоу)
- CSG Hainan Power Grid Corporation (Хайнань)

Также в состав China Southern Power Grid входят:
- CSG Technology[26][27]
- CSG Energy Efficiency & Clean Energy[28]
- CSG Beijing Company
- CSG Industrial Investment Group
- CSG Capital Holdings
- CSG Finance
  - CSG International Finance
- CSG International
- CSG International (Hong Kong)
- CSG Yunnan International
- Southern Dingyuan Assets Operation
- Dinghe Property Insurance
- CSG Digital Power Grid Group
  - CSG Digital Power Grid Research Institute
  - CSG Cloud
- CSG Supply Chain Technology
- CSG Digital Media Technology
  - CSG News Center
- CSG EHV Power Transmission Company
- CSG Power Generation
- CSG Energy Storage
- CSG Energy Development Research Institute
- CSG Electric Power Research Institute
- National Energy Grand Power Grid Research and Development Center
  - UHVDC National Laboratory
- CSG Technology Research Center
- CSG Load Dispatching and Communications Center
- CSG Education, Training and Evaluation Center
  - CSG Party School and Leadership Academy
- Guangzhou Power Exchange Center